# Archibald Gemmell
Pour les articles homonymes, voir Gemmell.
Archibald B. "Archie" Gemmell (26 septembre 1869-1er janvier 1945) est un fermier et homme politique provincial canadien de la Saskatchewan. Il représente la circonscription de Turtleford à titre de député du Parti libéral de la Saskatchewan de 1917 à 1929.

## Biographie
Né à Richmond en Ontario, Gemmell est le fils de Robert Gemmell et de Christina McFarlane. Après avoir étudie à Richmond, il épouse en secondes noces Mabel K. Stewart au Manitoba en 1905. S'établissant en Saskatchewan dans le village par la suite nommé Mervin (en), d'après le fils de Gemmell issu de son premier mariage. Il sert comme juge de paix et maître des postes de Mervin.
Se retirant de la politique en 1929 en raison de problèmes cardiaques, il sert comme superviseur de la Northern Settlers Re-establishment Branch de 1935 jusqu'à son décès d'une crise cardiaque en 1945.